# Live at Last
Live at Last är ett livealbum av Black Sabbath, utgivet 1980. Inspelningarna är tagna från två konserter under Sabbath Bloody Sabbath-turnén 1973, 11 mars i Manchester och 16 mars i London.

## Låtarna
1. "Tomorrow's Dream" - 3:04
2. "Sweet Leaf" - 5:27
3. "Killing Yourself to Live" - 5:29
4. "Cornucopia" - 3:58
5. "Snowblind" - 4:47
6. "Children of the Grave" - 4:32
7. "War Pigs" - 7:38
8. "Wicked World" - 18:59
9. "Paranoid" - 3:10

## Medverkande
- Ozzy Osbourne - sång
- Tony Iommi - gitarr
- Geezer Butler - bas
- Bill Ward - trummor